# Жебровский, Казимеж
Кази́меж Жебро́вский (пол. Kazimierz Żebrowski, 4 марта 1891, Варшава — между 1939 и 1945) — польский хоккеист, полевой игрок, тренер. Участвовал в зимних Олимпийских играх 1928 года.

## Биография
Казимеж Жебровский родился 4 марта 1891 года в Варшаве.
Был одним из основоположников польского хоккея с шайбой. В 1922 году вместе с Александром Тупальским и Луцьяном Кулеем организовал хоккейное отделение в варшавском клубе АЗС. Выступая в его составе, пять раз подряд выигрывал чемпионат Польши (1927—1931).
В 1926 и 1927 годах в составе сборной Польши участвовал в первых для неё чемпионатах Европы, где поляки заняли 6-е и 4-е места соответственно.
В 1928 году вошёл в состав сборной Польши по хоккею на зимних Олимпийских играх в Санкт-Морице, поделившей 8-10-е места. Играл в поле, провёл 2 матча, шайб не забрасывал.
В течение карьеры провёл за сборную Польши 19 матчей, забросил 1 шайбу.
По окончании игровой карьеры стал тренером АЗС.
Погиб во время Второй мировой войны, когда Польша была оккупирована Германией. По разным данным, скончался в Варшаве или концлагере Заксенхаузен.

## Семья
Младший брат Казимежа Жебровского Сатурнин Жебровский также играл в хоккей за АЗС.